# Jon Parry
Jon Parry (Overland Park, 10 maggio 1969) è un ex giocatore di calcio a 5 statunitense.

## Carriera
Con la nazionale di calcio a 5 degli Stati Uniti ha disputato il FIFA Futsal World Championship 1996 in cui la selezione nordamericana è stata eliminata nel girone del primo turno comprendente Italia, Uruguay e Malaysia.